# Барон Монсон

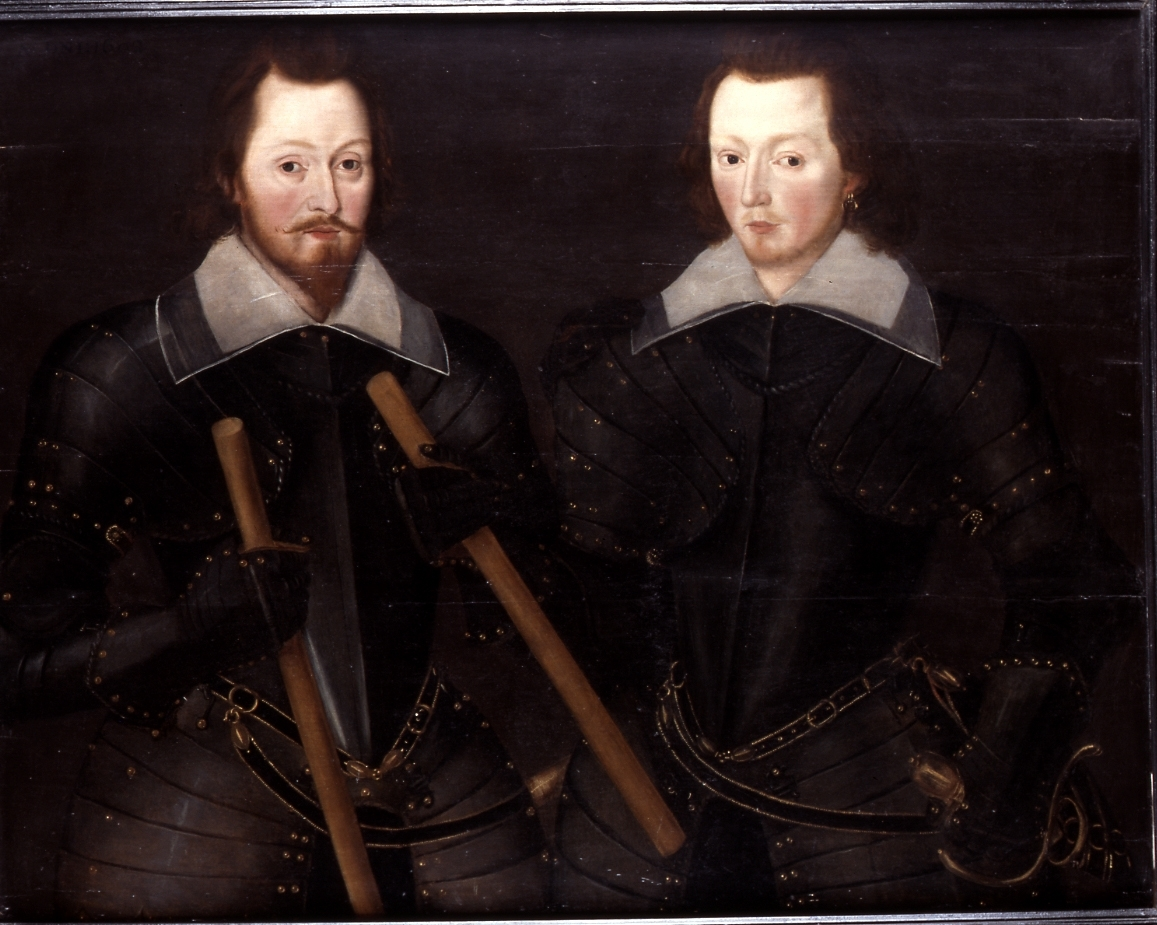
Сэр Томас Монсон, 1-й баронет, и его сына Джон Монсон, будущий 2-й баронет

Барон Монсон из Бертона в графстве Линкольншир — наследственный титул в системе Пэрства Великобритании.

## История
Титул барона Монсона был создан 28 мая 1728 года для сэра Джона Монсона, 5-го баронета (1693—1748). Семья Монсон происходит от Томаса Монсона (1565—1641) из Карлтона, Линкольншир. Он заседал в Палате общин от Линкольншира (1597—1598), Касл Ризинга (1604—1611) и Криклейда (1611). 29 июня 1611 года для него был создан титул баронета из Карлтона в графстве Линкольншир (Баронетство Англии). Его старший сын, Джон Монсон, 2-й баронет (1599—1683), второй баронет, сражался на стороне роялистов во время Гражданской войны в Англии, а также представлял в Палате общин Линкольн (1625) и Линкольншир (1626).
Джон Монсон, 2-й баронет, Он женился на Урсуле Оксенбриджа, дочери сэра Роберта Оксенбриджа из Херстборна в Гэмпшире, благодаря браку с которой поместье Броксбурн перешло под контроль Монсонов. Броксбурн стало фамильной резиденцией баронов Монсон. Его старший сын, сэр Генри Монсон, 3-й баронет (1653—1718), третий баронета, также представлял Линкольн в парламенте (1675—1689). Он умер бездетным, его сменил его младший брат, Уильям Монсон, 4-й баронет (ок. 1653—1727). Он заседал в Палате общин от Линкольна (1695—1698), Хейтсбери (1702—1708), Хартфорда (1708—1710) и Олдборо (1715—1722).
Его племянник, сэр Джон Монсон, 5-й баронет (1693—1748), сын Джорджа Монсона, представлял Линкольн в парламенте (1722—1728). В 1728 году он был возведен в звание пэра Великобритании как барон Монсон из Бертона в графстве Линкольншир. Позже он занимал пост председателя Совета торговли (1737—1748). Лорд Монсон женился на леди Маргарет (1695—1751), младшая дочь Льюиса Уотсон, 1-го графа Рокингема (1655—1724). Их второй сын, достопочтенный Льюис Монсон (1728—1795) унаследовал владения своего двоюродного брата, Томаса Уотсона, 3-го графа Рокингема (1715—1746), принял фамилию «Уотсон» вместо «Монсон» и в 1760 году получил титул барона Сондеса. Его правнук, Джордж Уотсон Миллес, 5-й барон Сондс (1824—1894), в 1880 году получил титул графа Сондса. Преемником лорда Монсона стал его старший сын, Джон Монсон, 2-й барон Монсон (1727—1774). Он отклонил предложение предложенный ему в 1766 году графский титул.
Его потомок, Уильям Джон Монсон, 7-й барон Монсон (1829—1898), был либеральным политиком. 13 августа 1886 года для него был создан титул виконта Оксенбриджа из Бертона в графстве Линкольншир (Пэрство Соединённого королевства). Он заседал в Палате общин от Райгита (1858—1862), занимал должности казначея двора (1874), капитана йоменской гвардии (1880—1885, 1886) и конюшего (1892—1894). В 1898 году после смерти последнего баронский титул унаследовал его младший брат, Дебоннейр Джон Монсон, 8-й барон Монсон (1830—1900). Его правнук, Джон Монсон, 11-й барон Монсон (1932—2011), боролся за гражданские свободы и был президентом Общества за свободу личности. Заседал в Палате лордов, где являлся независимым депутатом. Он был одним из девяноста избранных наследственных пэров, которые остались в Палате лордов после принятия Акта Палаты лордов 1999 года. По состоянию на 2024 год носителем титула являлся сын последнего, Николас Джон Монсон, 12-й барон Монсон (род. 1955).
Несколько других членов семьи Монсон также получили известность. Сэр Уильям Монсон (1569—1643), младший брат 1-го баронета, был адмиралом королевского флота. Сэр Уильям Монсон (ум. ок. 1672), второй сын 1-го баронета, в 1628 году получил титул виконта Монсона в Пэрстве Ирландии. Также виконт Монсон был членом суда над королем Карлом I Стюартом, в 1661 году он был лишен титула и приговорен к пожизненному заключению. Сэр Эдмунд Монсон (1834—1909), младший брат 1-го виконта Оксенбриджа и 8-го барона Монсона, был известным дипломатом. Он был послом Великобритании в Уругвае (1879—1884), Парагвае (1884), Дании (1884—1888), Греции (1888—1892), Бельгии (1892—1893), Австро-Венгрии (1893—1896) и Франции (1896—1904). В 1905 году для него был создан титул баронета.

## Баронеты Монсон из Карлтона (1611)
- 1611—1641: Сэр Томас Монсон, 1-й баронет (1565 — 25 мая 1641), сын сэра Джона Монсона (1546—1593)[1];
- 1641—1683: Сэр Джон Монсон, 2-й баронет (1599 — декабрь 1683), сын предыдущего[2];
- 1683—1718: Сэр Генри Монсон, 3-й баронет (17 сентября 1653 — 3 апреля 1718), старший сын сэра Джона Монсона (ум. 1674), внук 2-го баронета[3];
- 1718—1727: Сэр Уильям Монсон, 4-й баронет (1653 — 7 марта 1727), младший брат предыдущего[4];
- 1727—1748: Сэр Джон Монсон, 5-й баронет (1693—1748), единственный сын Джорджа Монсона, внук сэра Джона Монсона (ум. 1674), правнук 2-го баронета, барон Монсон с 1728 года[5].

## Бароны Монсон (1728)
- 1728—1748: Джон Монсон, 1-й барон Монсон (1693 — 18 июля 1748), единственный сын Джорджа Монсона, внук сэра Джона Монсона (ум. 1674), правнук 2-го баронета[5];
- 1748—1774: Джон Монсон, 2-й барон Монсон (23 июля 1727 — 23 июля 1774), старший сын предыдущего[6];
- 1774—1806: Джон Монсон, 3-й барон Монсон (25 мая 1753 — 20 мая 1806), старший сын предыдущего[7];
- 1806—1809: Джон Джордж Монсон, 4-й барон Монсон (1 сентября 1785 — 14 ноября 1809), единственный сын предыдущего[8];
- 1809—1841: Фредерик Джон Монсон, 5-й барон Монсон (3 февраля 1809 — 7 октября 1841), единственный сын предыдущего[9];
- 1841—1862: Уильям Джон Монсон, 6-й барон Монсон (14 мая 1796 — 17 декабря 1862), единственный сын полковника достопочтенного Уильяма Монсона (1760—1807), четвертого сына 2-го барона Монсона[10];
- 1862—1898: Уильям Джон Монсон, 7-й барон Монсон (18 февраля 1829 — 16 апреля 1898), старший сын предыдущего, виконт Оксенбридж с 1886 года[11].

## Виконты Оксенбридж (1886)
- 1886—1898: Уильям Монсон, 1-й виконт Оксенбридж (18 февраля 1829 — 16 апреля 1898), старший сын Уильяма Джона Монсона, 6-го барона Монсона[11];

## Бароны Монсон (продолжение креации 1728 года)
- 1898—1900: Дебоннейр Джон Монсон, 8-й барон Монсон (7 марта 1830 — 18 июня 1900), второй сын Уильяма Джона Монсона, 6-го барона Монсона[12];
- 1900—1940: Огастес Дебоннейр Джон Монсон, 9-й барон Монсон (22 сентября 1868 — 10 октября 1940), второй сын предыдущего[13];
- 1940—1958: Джон Роузбери Монсон, 10-й барон Монсон (11 февраля 1907 — 7 апреля 1958), единственный сын предыдущего[14];
- 1958—2011: Джон Монсон, 11-барон Монсон (3 мая 1932 — 12 февраля 2011), старший сын предыдущего[15];
- 2011 — настоящее время: Николас Джон Монсон, 12-й барон Монсон (род. 19 октября 1955), старший сын предыдущего[16];
  - достопочтенный Александр Джон Монсон (1984 — 19 мая 2012), единственный сын предыдущего[17];
  - Наследник титула: достопочтенный Эндрю Энтони Джон Монсон (род. 12 мая 1959), второй сын 11-го барона, младший брат 12-го барона[18].